# Rubén Rodríguez Pérez
Pour les articles homonymes, voir Rubén Rodríguez, Rubén Pérez (homonymie), Rodríguez et Pérez.
Rodríguez  Pérez est un nom espagnol. Le premier nom de famille, en général paternel, est Rodríguez ; le second, en général maternel, souvent omis, est Pérez.
Rubén Rodríguez Pérez est un programmeur de la communauté du logiciel libre, mainteneur de plusieurs logiciels du projet GNU et fondateur de la distribution GNU/Linux Trisquel.
Il est également membre de la Free Software Foundation.